# Dealing: Or the Berkeley-to-Boston Forty-Brick Lost-Bag Blues
Pour plus de détails, voir Fiche technique et Distribution.
Dealing: Or the Berkeley-to-Boston Forty-Brick Lost-Bag Blues est un film américain, sorti en 1972.

## Fiche technique
- Titre : Dealing: Or the Berkeley-to-Boston Forty-Brick Lost-Bag Blues
- Réalisation : Paul Williams
- Scénario : Paul Williams et David Odell d'après le roman du même nom de Douglas Crichton et Michael Crichton
- Photographie : Edward R. Brown
- Montage : Sidney Katz
- Musique : Michael Small
- Pays d'origine : États-Unis
- Date de sortie : 1972

## Distribution
- Robert F. Lyons (en) : Peter
- Barbara Hershey : Susan
- John Lithgow : John
- Charles Durning : Murphy
- Joy Bang (en) : Sandra
- Ellen Barber : Annie
- Paul Sorvino : le chauffeur de taxi
- Demond Wilson : Rupert
- Nancy Belle Fuller : Avis Girl
- Paul Williams : Barry
- Victor Argo : un cubain
- Barney Phillips (voix) (non crédité)